# John Roche
John Michael Roche (New York, 26 settembre 1949) è un ex cestista statunitense, professionista nella ABA, nella NBA e in Italia.

## Carriera
Venne selezionato dai Phoenix Suns al primo giro del Draft NBA 1971 (14ª scelta assoluta).
Il 9 Gennaio 1982 contro i Seattle SuperSonics mette a segno 8 tiri da tre punti pareggiando il record NBA in una singola partita di Rick Barry.

## Statistiche
| * | Primo nella lega |
| * | Record           |

### ABA-NBA

#### Regular Season
| Anno            | Squadra           | PG  | PT | MP   | TC%  | 3P%  | TL%  | RP  | AP  | PRP | SP  | PP   |
| --------------- | ----------------- | --- | -- | ---- | ---- | ---- | ---- | --- | --- | --- | --- | ---- |
| 1971-1972       | N.Y. Nets         | 82  |    | 31,6 | 46,9 | 34,3 | 77,2 | 2,1 | 3,2 |     |     | 12,9 |
| 1972-1973       | N.Y. Nets         | 77  |    | 34,0 | 44,4 | 33,0 | 76,4 | 1,9 | 4,5 |     |     | 14,4 |
| 1973-1974       | N.Y. Nets         | 50  |    | 25,1 | 48,7 | 38,2 | 84,2 | 1,2 | 4,2 | 0,8 | 0,1 | 11,4 |
| 1973-1974       | Kentucky Colonels | 34  |    | 27,2 | 46,9 | 27,0 | 82,5 | 1,9 | 4,6 | 0,5 | 0,3 | 12,0 |
| 1974-1975       | Kentucky Colonels | 19  |    | 13,6 | 36,7 | 14,3 | 83,3 | 0,5 | 1,8 | 0,4 | 0,1 | 3,9  |
| 1974-1975       | Utah Stars        | 39  |    | 28,9 | 49,3 | 32,4 | 79,5 | 2,2 | 4,0 | 1,1 | 0,2 | 13,0 |
| 1975-1976       | Utah Stars (ABA)  | 16  |    | 30,3 | 52,8 | 34,6 | 75,6 | 1,6 | 4,9 | 0,9 | 0,1 | 16,5 |
| 1975-1976       | L.A. Lakers (NBA) | 15  |    | 3,5  | 21,4 |      | 50,0 | 0,2 | 0,4 | 0,0 | 0,0 | 0,5  |
| 1979-1980       | Denver Nuggets    | 82  |    | 27,9 | 47,8 | 38,0 | 86,6 | 1,4 | 4,9 | 1,0 | 0,1 | 11,4 |
| 1980-1981       | Denver Nuggets    | 26  |    | 23,5 | 45,8 | 33,3 | 75,3 | 1,4 | 5,4 | 0,7 | 0,3 | 8,9  |
| 1981-1982       | Denver Nuggets    | 39  | 2  | 12,8 | 45,3 | 44,2 | 73,7 | 0,6 | 2,3 | 0,4 | 0,1 | 4,8  |
| Carriera ABA    | Carriera ABA      | 317 |    | 29,2 | 46,9 | 33,2 | 78,3 | 1,8 | 3,9 | 0,8 | 0,1 | 12,6 |
| Carriera NBA    | Carriera NBA      | 162 |    | 21,3 | 46,8 | 38,9 | 81,9 | 1,1 | 4,0 | 0,7 | 0,1 | 8,4  |
| Carriera Totale | Carriera Totale   | 479 |    | 26,5 | 46,9 |      | 79,2 | 1,5 | 3,9 | 0,7 | 0,1 | 11,2 |

#### Massimi in carriera
Regular Season
- Massimo di punti in ABA: 46 vs Utah Stars (5 gennaio 1973)
- Massimo di punti in NBA: 33 vs Kansas City Kings (18 novembre 1979)
- Massimo di rimbalzi in ABA: 7 (2 volte)
- Massimo di rimbalzi in NBA: 5 (2 volte)
- Massimo di assist in ABA: 12 (3 volte)
- Massimo di assist in NBA: 13 vs Phoenix Suns (30 gennaio 1980)
- Massimo di palle rubate in ABA: 4 vs Utah Stars (21 novembre 1973)*
- Massimo di palle rubate in NBA: 5 vs Seattle SuperSonics (16 dicembre 1979)
- Massimo di stoppate in ABA: 1 vs Denver Nuggets (19 febbraio 1975)*
- Massimo di stoppate in NBA: 2 (2 volte)

(* tenendo conto dei dati ABA al momento disponibili e che le statistiche di queste categorie vennero registrate sistematicamente solo dalla stagione ABA 1973-1974)

#### Play-off
| Anno         | Squadra           | PG | PT | MP   | TC%  | 3P%   | TL%  | RP  | AP  | PRP | SP  | PP   |
| ------------ | ----------------- | -- | -- | ---- | ---- | ----- | ---- | --- | --- | --- | --- | ---- |
| 1972         | N.Y. Nets         | 18 |    | 42,4 | 47,5 | 33,3  | 75,4 | 1,7 | 4,7 |     |     | 23,6 |
| 1973         | N.Y. Nets         | 4  |    | 20,8 | 48,5 | 33,3  | 58,3 | 0,3 | 2,5 |     |     | 10,3 |
| 1974         | Kentucky Colonels | 8  |    | 24,6 | 45,9 | 50,0* | 54,5 | 1,1 | 3,4 | 0,4 | 0,3 | 11,4 |
| 1975         | Utah Stars        | 6  |    | 32,7 | 50,0 | 53,3* | 86,7 | 2,5 | 7,2 | 1,5 | 0,3 | 17,2 |
| Carriera ABA | Carriera ABA      | 36 |    | 34,4 | 47,7 | 41,5* | 73,7 | 1,6 | 4,6 | 0,9 | 0,3 | 18,3 |

#### Massimi in carriera
Play-off
- Massimo di punti in ABA: 38 vs Kentucky Colonels (7 aprile 1972)
- Massimo di rimbalzi in ABA: 5 vs Denver Nuggets (11 aprile 1975)
- Massimo di assist in ABA: 12 vs Denver Nuggets (11 novembre 1975)
- Massimo di palle rubate in ABA: 3 vs Denver Nuggets (11 aprile 1975)*
- Massimo di stoppate in ABA: 2 vs Denver Nuggets (12 aprile 1975)*

(* tenendo conto dei dati ABA al momento disponibili e che le statistiche di queste categorie vennero registrate sistematicamente solo dalla stagione ABA 1973-1974)

## Palmarès
- 2 volte NCAA AP All-America Second Team (1970, 1971)
- ABA All-Rookie Team (1972)
- Trentaquattresimo per numero di assist di sempre ABA
- Migliore giocatore di sempre in ABA per percentuale al tiro da tre punti nei Playoff (.415)
- Più alta percentuale nel tiro da 3 punti nei Playoff ABA: (1974, 1975)
- Dodicesimo miglior giocatore di sempre in ABA per percentuale al tiro da tre punti (.332)